# Élie Okobo
Élie-Franck Okobo, né le 23 octobre 1997 à Bordeaux en Gironde, est un joueur international français de basket-ball évoluant aux postes de meneur et d'arrière, et mesurant 1,90 m.

## Biographie

### Débuts à Pau-Lacq-Orthez (2015-2018)
Le 13 avril, il se présente à la draft 2017 de la NBA. Il retire cependant sa candidature le 13 juin.
Le 15 octobre 2017, il intègre le Team France Basket en même temps que Alain Koffi, Amine Noua et Lahaou Konaté.
En marquant 44 points le 23 mai 2018 à l'occasion du match 1 des quarts de finale des playoffs du championnat de France face à Monaco, il réalise la deuxième meilleure performance de l'histoire des playoffs LNB derrière celle de Ron Davis (45 points) avec Mulhouse le 15 avril 1989.

### Expérience en NBA et G-League (2018-2021)

#### Suns de Phoenix (2018-2020)
Le 13 juin 2018, il est le seul Français à confirmer son inscription à la draft NBA 2018. Il est drafté en 31e position par les Suns de Phoenix au tout début du second tour, synonyme de contrat non garanti.
Le 24 juin 2018, il signe finalement un contrat rookie de quatre saisons pour un total de 6 millions de dollars US, dont les 2 premières années sont garanties. En novembre 2020, les Suns rompent le contrat d'Okobo.

#### Nets de Long Island (2020)
Le 16 décembre 2020, Okobo signe un contrat pour le training camp avec les Nets de Brooklyn et rejoint son compatriote Timothé Luwawu-Cabarrot. Il n'est cependant pas retenu par l'équipe pour le début de la saison mais rejoint cependant les Nets de Long Island, la franchise affiliée aux Nets de Brooklyn en G-League.

### Retour en France (depuis 2021)
Le 9 juillet 2021, Okobo fait son retour en France en signant à l'ASVEL Lyon-Villeurbanne.
Okobo est champion 2021-2022 avec l'ASVEL. En particulier, dans le dernier match de la finale face à l'AS Monaco, il finit la rencontre avec 20 points, 7 rebonds et 9 passes décisives pour une victoire 84-82 après prolongation. Il est élu MVP de la finale. Peu après, l'ASVEL annonce son départ,.
Le 15 juillet 2022, il rejoint pour deux saisons l'AS Monaco,.
Monaco atteint la finale de l'Euroligue mais s'incline contre le Fenerbahçe sur le score de 70 à 81. Okobo marque 0 point à 0 sur 6 au tir,.

### Équipe nationale
Okobo fait partie de l'équipe de France A qui prépare la Coupe du monde 2019 mais, l'entraîneur Vincent Collet ne le retient toutefois pas pour la compétition.
Okobo est convoqué par l'entraîneur Vincent Collet pour la préparation au Championnat d'Europe 2022 et participe à la compétition avec les Bleus. Il participe ensuite à la Coupe du monde 2023 où la France est éliminée au premier tour ; Élie Okobo porte le no 0.

## Palmarès

### Sélection nationale
- Médaille d’argent au Championnat d'Europe en 2022 (Allemagne)
- Médaille de bronze au Championnat d'Europe U20 masculin en 2017.

### En club
- ASVEL Lyon-Villeurbanne
  - Champion de France en 2022 et MVP des Finales

- AS Monaco
  - Champion de France en 2023 et 2024
  - Vainqueur de la Coupe de France en 2023

## Statistiques NBA
Gras = ses meilleures performances
| Saison    | Équipe   | Matchs | Titul. | Min./m | % Tir | % 3pts | % LF | Rbds/m. | Pass/m. | Int/m. | Ctr/m. | Pts/m. |
| --------- | -------- | ------ | ------ | ------ | ----- | ------ | ---- | ------- | ------- | ------ | ------ | ------ |
| 2018-2019 | Phoenix  | 53     | 16     | 18,1   | 39,3  | 29,5   | 78,7 | 1,85    | 2,40    | 0,60   | 0,13   | 5,74   |
| 2019-2020 | Phoenix  | 55     | 3      | 13,1   | 39,8  | 35,2   | 70,4 | 1,64    | 2,09    | 0,44   | 0,07   | 3,98   |
| Carrière  | Carrière | 108    | 19     | 15,5   | 39,5  | 31,5   | 73,7 | 1,74    | 2,24    | 0,52   | 0,10   | 4,84   |

Mise à jour le 12 mars 2020

## Records sur une rencontre en NBA
Les records personnels d'Élie Okobo en NBA sont les suivants, :
| Type de statistique        | Saison régulière | Saison régulière            | Saison régulière |
| Type de statistique        | Record           | Adversaire                  | Date             |
| -------------------------- | ---------------- | --------------------------- | ---------------- |
| Points                     | 19               | @ Clippers de Los Angeles   | 28 novembre 2018 |
| Paniers marqués            | 8                | @ Clippers de Los Angeles   | 28 novembre 2018 |
| Paniers tentés             | 13               | @ Trail Blazers de Portland | 6 décembre 2018  |
| Paniers à 3 points réussis | 3                | 7 fois                      | 7 fois           |
| Paniers à 3 points tentés  | 6                | @ Thunder d'Oklahoma City   | 28 octobre 2018  |
| Lancers francs réussis     | 6                | Pacers de l'Indiana         | 22 janvier 2020  |
| Lancers francs tentés      | 7                | Rockets de Houston          | 21 décembre 2019 |
| Rebonds offensifs          | 2                | 3 fois                      | 3 fois           |
| Rebonds défensifs          | 6                | 2 fois                      | 2 fois           |
| Rebonds totaux             | 7                | 2 fois                      | 2 fois           |
| Passes décisives           | 11               | Hawks d'Atlanta             | 2 février 2019   |
| Interceptions              | 5                | Clippers de Los Angeles     | 10 décembre 2018 |
| Contres                    | 2                | @ Thunder d'Oklahoma City   | 20 décembre 2019 |
| Balles perdues             | 4                | 3 fois                      | 3 fois           |
| Minutes jouées             | 33               | @ Jazz de l'Utah            | 6 février 2019   |

- Double-double : 0
- Triple-double : 0

Dernière mise à jour : 9 juillet 2021